# Aligia acutata
Aligia acutata är en insektsart som beskrevs av Hepner 1939. Aligia acutata ingår i släktet Aligia och familjen dvärgstritar. Inga underarter finns listade i Catalogue of Life.